# Leif Arrhenius
Leif Arrhenius, född 15 juli 1986, är en svensk friidrottare (kulstötning och diskuskastning) tävlande för Spårvägens FK. Han är son till Anders Arrhenius och bror till Niklas Arrhenius.
Arrhenius är uppvuxen i Orem, en förort till Salt Lake City som ligger i Utah i västra USA. Han har en svensk far och en amerikansk mor och därför dubbelt medborgarskap. Fadern Anders är fyrfaldig svensk mästare i kula och representerade Sverige vid EM i Helsingfors 1971 och i Prag 1978. Leif har en äldre bror, Niklas, som också tillhör den svenska kul- och diskuseliten. Även hans äldre bror Daniel och systern Annika har kastat diskus.
Vid VM i Daegu i Sydkorea år 2011 blev Arrhenius utslagen i diskus på 61,33.
Vid EM i Helsingfors i juni 2012 tävlade Arrhenius i både kula och diskus. I den förra grenen, som kom först, låg han i kvalet länge på en finalkvalificerande tolfte plats, men passerades i sista omgången och slogs ut. Även i diskus slogs han ut i kvalet.
Arrhenius stöte kula vid Inomhus-EM 2013 i Göteborg men slogs ut i kvalet. Vid 2013 års VM utomhus i Moskva deltog Leif Arrhenius i kulstötning men blev utslagen i försöken på 19,53.
Arrhenius tävlade i kulstötning vid EM i Zürich 2014 men blev utslagen i kvalet efter att som 17:e man stött 19,54; endast 12 man gick vidare till final.
Vid inomhus-EM 2015 i Prag deltog han i kula men lyckades inte ta sig till final, han blev utslagen med längden 19,07.
Han belönades år 2015 med Stora grabbars och tjejers märke nummer 534.

## Personliga rekord
| Utomhus - Kula – 20,50 (Hässleholm 27 juli 2013) - Diskus – 64,46 (Växjö 3 augusti 2011) - Slägga – 63,62 (Provo, Utah, USA 14 september 2014) - Slägga – 62,77 (Albuquerque, USA 14 maj 2010) | Inomhus - Kula – 20,29 (Østerbro, Köpenhamn, Danmark 13 februari 2013) - Diskus – 61,07 (Växjö 16 mars 2013) - Viktkastning – 21,56 (Fayetteville, Arkansas, USA 13 mars 2010) |